# Постюшков, Андрей Владимирович
Андрей Владимирович Постюшков (род. 02 января 1966 года, Саратов) — российский учёный и преподаватель. Доктор экономических наук (2003). Доцент.

## Биография
Андрей Владимирович Постюшков родился 02 января 1966 года в г. Саратове. В 1983 году окончил среднюю школу, затем два года служил в армии.
В 1990 году окончил с отличием Саратовский ордена  Трудового  Красного  Знамени  политехнический  институт (СГТУ), специальность по образованию – «Экономика и организация строительства». 
С 1992 по 2001 год работал на кафедре "АХД и аудит" в Саратовском государственном социально-экономическом университете (СГСЭУ) аспирантом, старшим преподавателем, доцентом, старшим научным сотрудником.
В 1997 году защитил кандидатскую диссертацию на тему "Учетно-аналитическое обеспечение выбора финансовой стратегии предприятия" в СГСЭУ.
В 2001 - 2004 годах руководил кафедрой "Финансы и кредит" Саратовского государственного аграрного университета имени Н.И. Вавилова (СГАУ).
В 2003 году защитил диссертацию на соискание ученой степени доктора экономических наук по теме: «Формирование и реализация стратегии экономического развития промышленных предприятий» в Самарской государственной экономической академии (СГЭА).
С 2005 по 2019 год занимал должность профессора на различных кафедрах СГТУ. В том числе, работал на кафедрах "Экономика и управление в строительстве", "Экономика предприятия, инженерная экономика и логистика" и "Экспертиза и управление недвижимостью".
Также, с 2008 по 2019 год являлся директором Учебно-методического центра "Интеллект" при СГТУ.
Член диссертационного совета Д 212.242.11 при СГТУ. 
Постюшков А.В. является успешным бизнесменом в области образовательных услуг. Он занимает первое место в отрасли образования по Саратовской области в рейтинге руководителей "Генеральный директор". Учредил и возглавляет в настоящий момент ряд образовательных организаций, в том числе:
- с 2013 года является ректором ЧУ ООДПО "Международная Академия Экспертизы и Оценки";
- с 2016 года директором АНО "Профессиональный Стандарт";
- с 2018 года директором АНО ПОО "Колледж Цифровой Экономики и Технологий".

[famous-scientists.ru/17218/ Академик] Российской академии естественных наук. Имеет от академии почетное звание «Заслуженный деятель науки и образования».  
Женат, один ребенок.

## Научные публикации
Монографии
- Постюшков А.В. Стратегия хозяйствующих субъектов в условиях рынка. - Саратов: Издательский центр СГУ, 2002. - 166 с.
- Постюшков А.В. Методика оценки имущественного комплекса (бизнеса предприятия). - Саратов: Издательский центр СГУ, 2002. - 123 с.
- Постюшков А.В., Голод Д.А., Игнатьев А.В., Татьянина Ю.С., Козлова О.Ю. Модель стратегического оценочного менеджмента. - Москва: Издательский дом Паганель, 2009. - 306 с.
- Постюшков А.В. Проблемы развития образования в условиях цифровой экономики. - Москва: МАО, 2021. - 169 с. ISBN 978-5-6045886-0-4

Учебные пособия
- Постюшков А.В., Цифрова Р.В. Анализ и оценка организации. - Саратов: Издательский центр СГУ, 2000. - 198 с.
- Постюшков А.В., Бортник А.Н. Оценка бизнеса и недвижимости. - Саратов: Издательский центр СГСЭУ, 2000. - 182 с.
- Постюшков А.В. Оценочный менеджмент. - Москва: ФАИР-Пресс, 2004. - 267 с. ISBN 5-8183-0685-2
- Постюшков А.В. Стратегический оценочный менеджмент. - Москва: Издательство «Спутник +», 2009. - 357  с. ISBN 978-5-9973-0290-0
- Постюшков А.В. Бортник А.Н. Инвестиционный оценочный менеджмент. - Саратов: Издательский центр СГСЭУ, 2009. - 328 с. ISBN 978-5-87309-823-1
- Постюшков А.В. Теория и практика оценочного менеджмента. - Москва: Издательство «Маросейка», 2010. - 382 с. ISBN 978-5-903271-36-8

Кроме того, Постюшков А.В. опубликовал около сотни статей в сборниках научно-практических конференций и журналах, таких как "Экономика и жизнь", "Имущественные отношения в Российской Федерации", "Современное управление" и т.д.

## Оценочный менеджмент
В 2004 году Постюшков А.В. разработал новое направление - Оценочный менеджмент. Согласно данной теории оценочный менеджмент — область деятельности, в ходе которой определяются и достигаются четкие цели при балансировании между объемом работ, ресурсами (такими как время, деньги, труд, материалы, энергия, пространство и др.), временем, качеством и рисками в рамках оценочных проектов.
В 2021 году Российской академией естественных наук Постюшкову А.В. присвоено почетное звание «Основатель научной школы» ([famous-scientists.ru/school/1618/ Научная школа: Теория и практика оценочного менеджмента]).